# NGC 5014
NGC 5014 is een spiraalvormig sterrenstelsel in het sterrenbeeld Jachthonden. Het hemelobject werd op 1 mei 1785 ontdekt door de Duitse astronoom William Herschel.

## Synoniemen
- NGC 5014
- UGC 8271
- IRAS13092 3632
- MCG 6-29-55
- ZWG 189,37
- MK 449
- KUG 1309 365
- PGC 45787